# Simon Tortell
Simon Tortell (8 d'agost de 1959 - 15 de juny de 2012) fou un futbolista maltès de la dècada de 1980.
Fou cinc cops internacional amb la selecció maltesa.
Pel que fa a clubs, defensà els colors de Sliema Wanderers.
Formà part de l'equip de Malta en el 12 a 1 davant Espanya l'any 1983.